# 于兰馥
于兰馥（1922年—1992年），女，云南昆明人，中华人民共和国妇产科专家、政治人物，曾任云南省人大常委会副主任，第五、六、七届全国人大代表。